# گلدوین (پنسیلوانیا)
گلدوین (به انگلیسی: Gladwyne) یک منطقهٔ مسکونی در ایالات متحده آمریکا است که در شهرستان مونتگومری، پنسیلوانیا واقع شده‌است. گلدوین ۴٬۰۵۰ نفر جمعیت دارد.